# Neoeutrypanus mutilatus
Neoeutrypanus mutilatus là một loài bọ cánh cứng trong họ Cerambycidae.